# Flemington (Georgia)
Flemington is een plaats (city) in de Amerikaanse staat Georgia, en valt bestuurlijk gezien onder Liberty County.

## Demografie
Bij de volkstelling in 2000 werd het aantal inwoners vastgesteld op 369.
In 2006 is het aantal inwoners door het United States Census Bureau geschat op 349, een daling van 20 (-5,4%).

## Geografie
Volgens het United States Census Bureau beslaat de plaats een oppervlakte van
12,2 km², geheel bestaande uit land.

## Plaatsen in de nabije omgeving
De onderstaande figuur toont nabijgelegen plaatsen in een straal van 16 km rond Flemington.